# 马烽
马烽（1922年6月18日—2004年1月31日），出生于山西省孝义市居义村，原名马书铭，男，中国作家，中国当代文学流派“山药蛋派”的代表作家之一。

## 主要作品

### 小说
- 《解疙瘩》、《村仇》
- 长篇小说《吕梁英雄传》（与西戎合作）、《玉龙村纪事》、《袁九斤的故事》
- 短篇小说集《村仇》、《太阳刚刚出山》、《中国当代作家选集丛书·马烽》、《三年早知道》、《马烽小说选》，《马烽、孙谦电影剧本选》，《彭成贵老汉》

### 电影文学剧本
- 《我们村里的年轻人》、《泪痕》（与孙谦合作）、《扑不灭的火焰》（与西戎合作）